# Batangas City

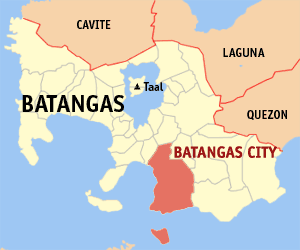
Batangas Citys läge i provinsen Batangas

Batangas City är en stad på Filippinerna som är administrativ huvudort för provinsen Batangas i regionen CALABARZON. Den hade 295 231 invånare vid folkräkningen 2007. Staden är indelad i 105 smådistrikt, barangayer, varav 54 är klassificerade som urbana.